# Mertingen
Mertingen ist eine Gemeinde im bayerischen Schwaben im Landkreis Donau-Ries.

## Geografie

### Lage
Die Gemeinde befindet sich nahe der Stadt Donauwörth und etwa 35 km nördlich von Augsburg. Der Ort Mertingen liegt an der Schmutter kurz vor deren Einmündung in die Donau.

### Gemeindegliederung
Die Gemeinde besteht aus zwei Gemarkungen und hat sechs Gemeindeteile:
- Hauptort, Gemarkung und Pfarrdorf Mertingen (3234 Einwohner) mit dem Kirchdorf Heißesheim (185 Einwohner), dem Weiler Überfeldsiedlung, dem Gut Burghöfe und der Einöde Hagenmühle
- Gemarkung und Kirchdorf Druisheim (453 Einwohner)

### Planungsregion
Mertingen gehört zur Planungsregion Augsburg.

## Geschichte

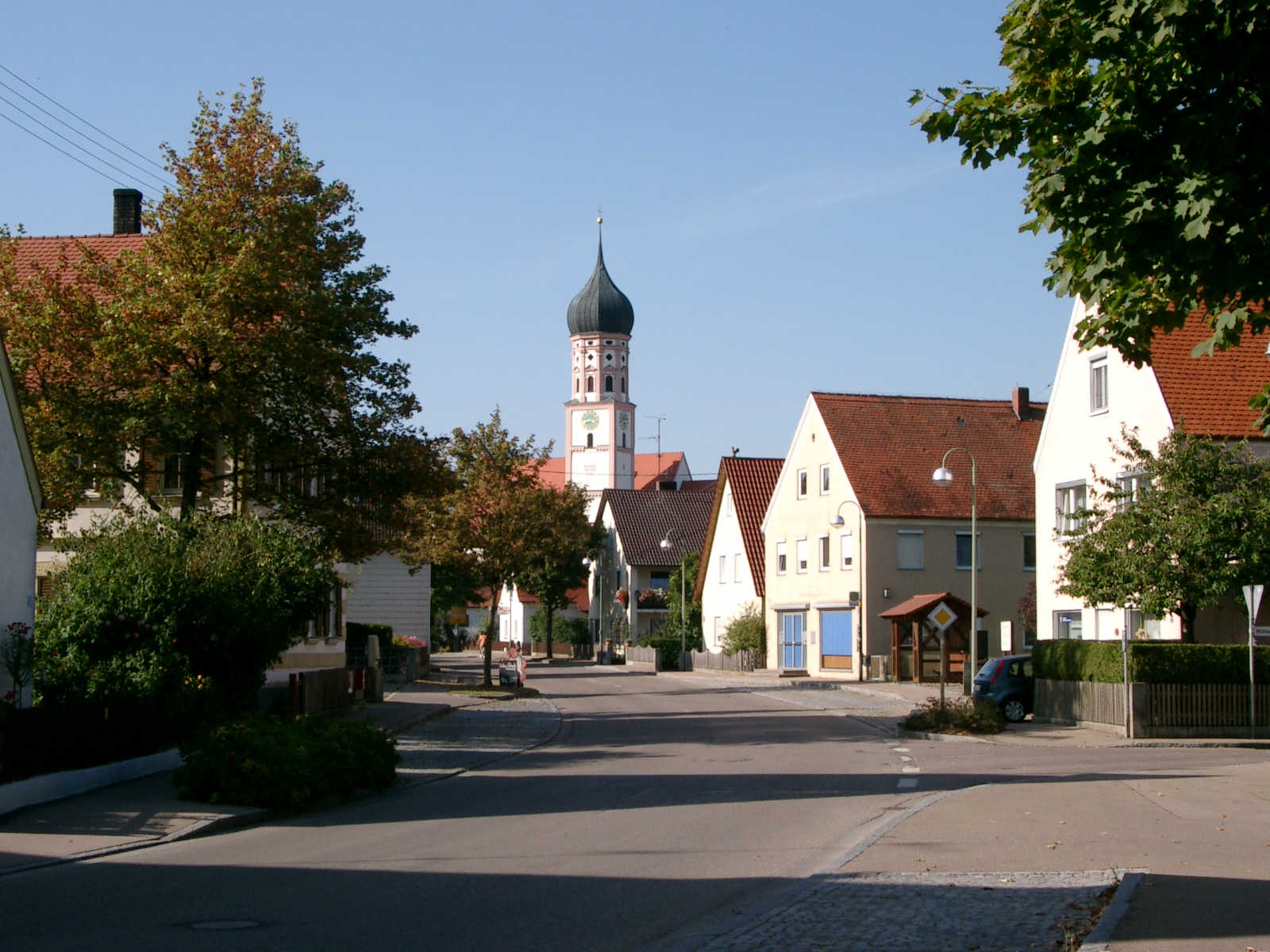
Mertingen Ortsmitte

### Bis zum 19. Jahrhundert
Früheste Spuren menschlicher Besiedelung stammen aus der Altsteinzeit. Dies belegt der seltene Einzelfund eines Faustkeils auf dem Höhenrücken südöstlich von Mertingen.
Im Jahre 15 v. Chr. eroberten die Römer zu Zeiten des Kaisers Augustus den Alpenraum und drangen bis zur Donau vor. Sie besetzten dieses neu erworbene Gebiet das zunächst Vindelicien genannt wurde und später als römische Provinz Rätien mit dem Hauptort und Legionslager Augsburg (Augusta Vindelicorum) organisiert wurde. Die Römer sicherten sowohl die Donaugrenze im Raum Mertingen als auch die strategische im ersten nachchristlichen Jahrhundert herausragend wichtige Straßengabelung bei den Burghöfen in der Zeit von 41 bis 54 und 259/260 durch den Bau von nacheinander zwei Kastellen. 
Hier beim Kastell Submuntorium endete die um 44 n. Chr. gebaute aus Italien über Augsburg kommende römische Fernstraße Via Claudia Augusta. Sie mündete unweit der Burghöfe (damals lat. Submuntorium) in die die Donau nahe dem Südufer begleitende römische Militärstraße, die von Historikern Donausüdstraße genannt wird. Die Donau bildete im Abschnitt von Mertingen zwischen 15 v. Chr. bis etwa 95 n. Chr. die Nordgrenze des römischen Reiches zum bis dahin unbesetzten Germanien. Danach wurde die Grenze über die Donau nach Norden verschoben (vergl. Raetischer Limes). Um das Jahr 260 n. Chr. wurde die Reichsgrenze in diesem Bereich zumindest de facto infolge des Drucks der germanischen Stämme (Limesfall) wieder bis zum Südufer der Donau zurückgenommen und befestigt (Donau-Iller-Rhein-Limes).
Die Römer wurden Mitte des 5. Jahrhunderts von den aus dem Norden aus Germanien eingedrungenen Alamannen endgültig verdrängt. In der Flur „Wörthfeld“ wurden im Jahre 1969 32 Reihengräber aus der Merowingerzeit samt reichen Grabbeigaben (Waffen und Schmuck) entdeckt. Aufgrund dieser und weiterer Funde lässt sich vermuten, dass die Dörfer, die heute die Gemeinde Mertingen bilden nach dem Abzug der keltisch-römischen Bevölkerung bei der Landnahme durch die Alemannen nach vielen Jahren der Verlassen- und Vergessenheit neu gegründet wurden. Auf halber Strecke zwischen Mertingen und Druisheim entstand ab dem 7. Jahrhundert um das heutige Gut Burghöfe ein Herrenhof mit Wirtschaftshof (die späteren Burghöfe), der ab dem 9. Jahrhundert befestigt und zur Burg Turenberc ausgebaut wurde, staufisches Tafelgut war, aber im 15. Jahrhundert wieder aufgegeben wurde. 
Erstmals wird der Ort „Mardinga“ im Jahre 969 in einer Stiftungsurkunde des Bischofs Ulrich erwähnt.
1634 wurden im Dreißigjährigen Krieg schwere Verwüstungen durch 15.000 Mann starke schwedische Truppen unter König Gustav II. Adolf angerichtet. In den Jahren 1796 und 1800 drangen französische Truppen in Mertingen ein. Als Napoleon 1805 die Donau überquerte, zogen 200.000 Mann drei Tage lang durch Mertingen. Bei seinem Russlandfeldzug im Jahre 1812 starben 30.000 bayerische Soldaten – darunter sechs Mertinger. Im Jahre 1870 ließen sich in Heißesheim viele Mennoniten aus dem Badischen nieder.

### Eingemeindungen
Druisheim wurde am 1. Mai 1978 im Zuge der Gebietsreform eingegliedert.

### Einwohnerentwicklung
Zwischen 1988 und 2018 wuchs die Gemeinde von 2841 auf 4020 um 1179 Einwohner bzw. um 41,5 % – der höchste prozentuale Zuwachs im Landkreis im genannten Zeitraum.
Die Einwohnerentwicklung von Mertingen (inkl. der Ortsteile) in Zahlen.
| Jahr      | 1961 | 1970 | 1975 | 1980 | 1985 | 1990 | 1995 | 2000 | 2005 | 2010 | 2015 |
| Einwohner | 2515 | 2652 | 2350 | 2806 | 2861 | 2903 | 3322 | 3675 | 3866 | 3808 | 3979 |

## Politik

### Bürgermeister
Seit 1. Mai 2020 ist Meggle Veit (nominiert von PWG / FW und Freie Bürger / SPD) Erster Bürgermeister. Dessen Vorgänger war Albert Lohner (ab 1996).
Seit 1. Juli 1972 hat Mertingen einen hauptberuflichen Bürgermeister. Die Vorgänger von Meggle waren:
- Hans Leinauer (CSU) vom 1. Juli 1972 bis 30. April 1996
- Albert Lohner (CSU) von 1. Mai 1996 bis 30. April 2020.

### Gemeinderat
Die Sitzverteilung im Gemeinderat ist in der Amtszeit 2020–2026 wie folgt:
- CSU: 5
- PWG / FW: 5
- Freie Bürger / SPD: 3
- UBL: 2
- GRÜNE: 1

Gegenüber dem Amtszeit 2014–2020 musste die CSU zwei Sitze und Freie Bürger/SPD einen Sitz abgeben. Die PWG blieb unverändert, UBL und Grüne sind neu im Gemeinderat. 2014 hatte die SPD gegenüber 2008–2014 einen Sitz an die PWG abgeben müssen.
Dem Gemeinderat gehört außerdem der Erste Bürgermeister an.

### Gemeindepartnerschaften
- Sainte-Pazanne im Département Loire-Atlantique

## Wappen
| Wappen von Mertingen | Blasonierung: „Über von Silber und Rot gespaltenem Schildfuß gespalten; vorne in Rot ein silbernes Kreuz mit zwei Querarmen, hinten in drei Reihen Eisenhütchen von Blau und Silber.“ |
| Wappen von Mertingen | Wappenbegründung: Die Farben Silber und Rot im Schildfuß weisen auf das Hochstift Augsburg hin, das in Mertingen bereits im 11. Jahrhundert Besitz hatte. Das silberne Kreuz stellt das Kreuzpartikel des Stifts Heilig Kreuz von Donauwörth dar und steht als redendes Zeichen für dessen Herrschaft im Gemeindegebiet. Die Eisenhütchen erinnern an die Marschälle von Pappenheim, die um 1280 Lehnsherren in Mertingen waren und diese Zeichen in ihrem Wappen führten. |

## Kultur und Sehenswürdigkeiten

### Musik
Durch die Konzerte des Kulturkreises ist Mertingen weit über die Region hinaus bekannt geworden als Podium für junge, hochbegabte Musiker am Beginn ihrer Laufbahn. Eine Veranstaltung mit der Geigerin Veronika Eberle oder eine Lesung mit Peter Härtling, begleitet von dem Pianisten Hartmut Höll und dem in Mertingen geborenen Bassisten Peter Lika, ein Liederabend mit Francisco Araiza (Tenor) sind Erfolge dieser engagierten Arbeit.

### Museum
Die Museumsfreunde Mertingen haben in langjähriger Arbeit drei alte ortstypische Gebäude – ein bäuerliches Anwesen, einen Stadel und ein altes Schulhaus – wiederhergestellt, ausgebaut und als Museum eingerichtet.
Sie bewahren darin wesentliche Zeugnisse der Vergangenheit auf und vermitteln ein anschauliches Bild von der Lebensweise in einem nordschwäbischen Dorf im 19. und frühen 20. Jahrhundert.

### Veranstaltungen
Seit 2012 veranstaltet die KLJB Mertingen jedes Jahr am ersten Juliwochenende die Hangover Party Mertingen. Seit Jahren zählt sie zu den bekanntesten Open-Air Partys im Umkreis und lockt Besucher weit über die Landkreisgrenzen nach Mertingen.

## Wirtschaft und Infrastruktur

### Verkehr

#### Straßenverkehr
Am Ortsrand von Mertingen verläuft die vierspurig ausgebaute Bundesstraße 2, welche in Richtung Norden über Donauwörth nach Nürnberg und in Richtung Süden nach Augsburg zur Bundesautobahn 8 Stuttgart–München führt.

#### Öffentlicher Personennahverkehr (ÖPNV)
Der Bahnhof Mertingen liegt an der Bahnstrecke Augsburg–Nördlingen. Zwischen Donauwörth und Augsburg verkehren im 30-Minuten-Takt die Nahverkehrszüge der Deutschen Bahn im Augsburger Verkehrsverbund (AVV). Hierdurch bestehen sehr gute Anbindungen nach München und Nürnberg.
Bis 1997 war Mertingen Ausgangspunkt der Strecke nach Wertingen. Der Personenverkehr wurde 1981 eingestellt. Am 9. Juli 2020 wurde im Positionspapier des VDV die Strecke als Prüffall einer zu reaktivierenden Bahnverbindung genannt. Sie trägt die VzG-Nummer 5311.

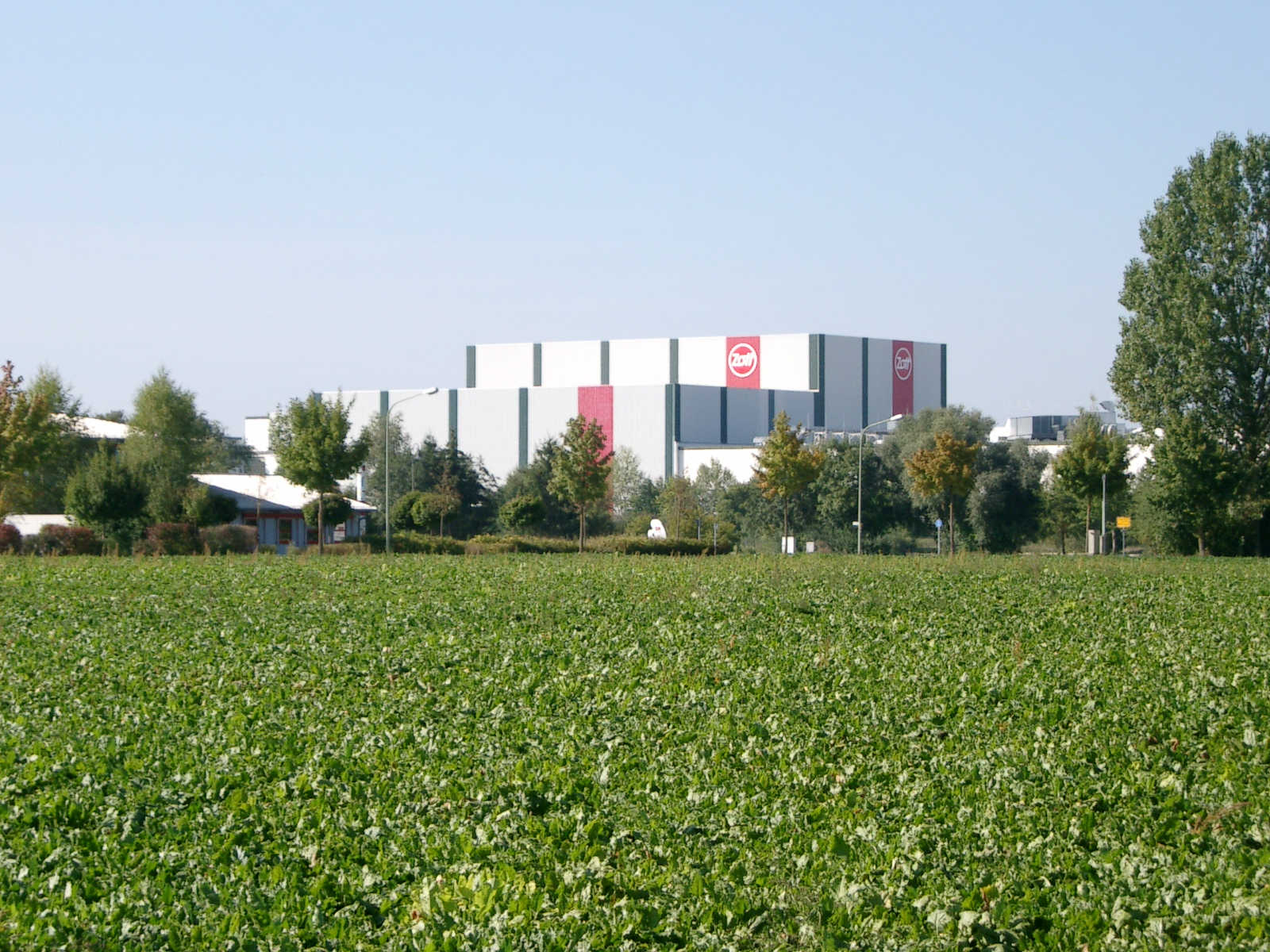
Molkerei Zott Mertingen

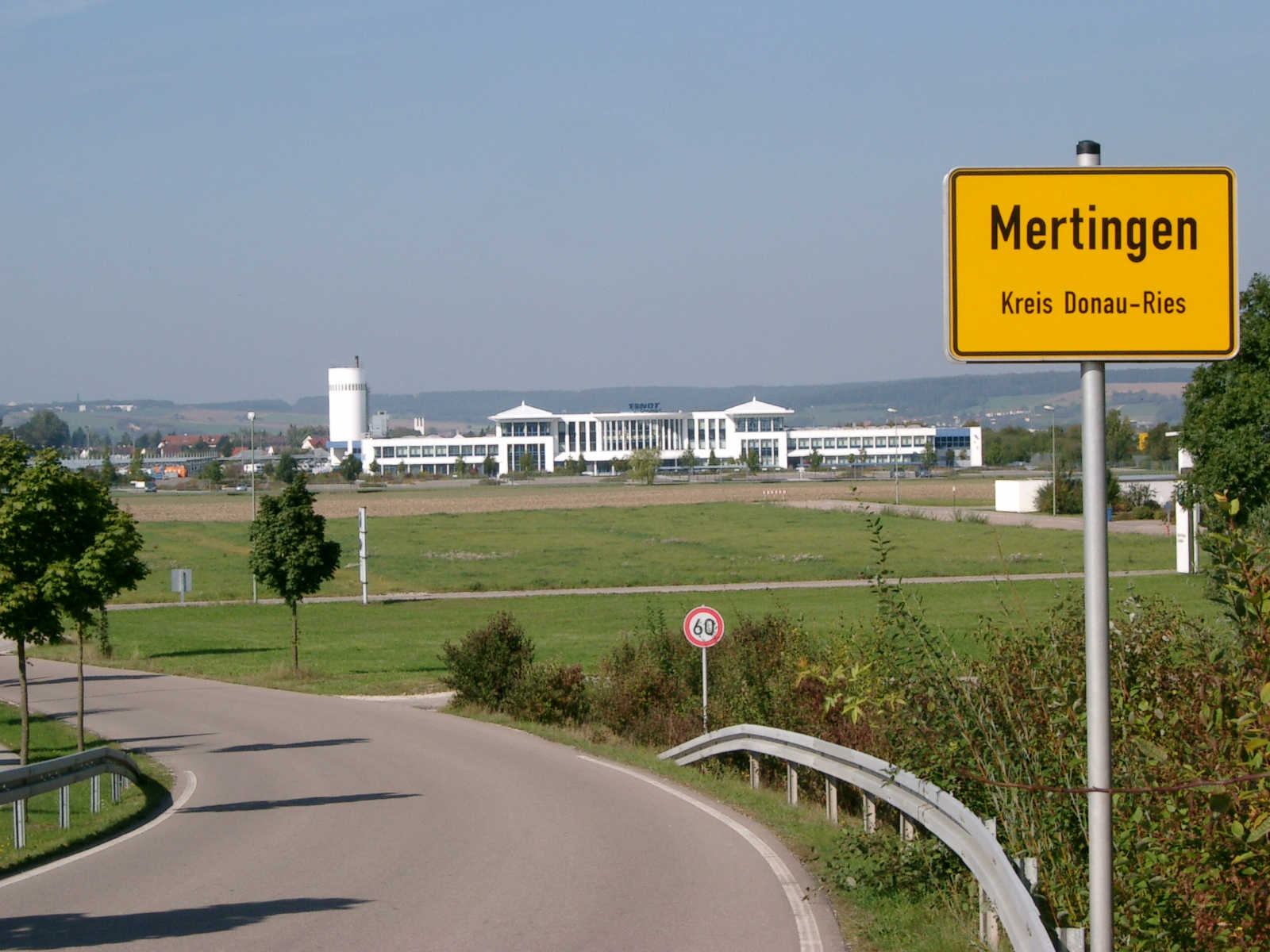
Gewerbepark Mertingen-Ost

#### Radwege
Mertingen liegt am Fernradweg, der als Via Claudia Augusta entlang einer gleichnamigen antiken Römerstraße verläuft.

### Wirtschaft
2017 standen bei rund 4000 Einwohnern 3023 sozialversicherungspflichtige Arbeitsplätze am Ort zur Verfügung. Von der Wohnbevölkerung standen 1596 Personen in einer versicherungspflichtigen Tätigkeit, so dass die Zahl der Einpendler um 1427 höher war als die der Auspendler. 32 Einwohner waren arbeitslos.
Die nachfolgenden namhaften Unternehmen sind in Mertingen ansässig:
- Zott (Molkereiprodukte)
- Sigel (Büroprodukte)
- Fendt Caravan (Wohnwagen und Wohnmobile)
- Karger – Verzinkerei Mertingen (tiefster Horizontalkessel in Europa)

### Bildung
- Antonius-von-Steichele-Grundschule Mertingen mit zehn Lehrkräftenund 166 Schülern im Schuljahr 2019/2020.[9]
- Zwei Kindertagesstätten mit zusammen 245 Plätzen in Kinderkrippe, Kindergarten und Hort; am 1. März 2018 wurden 254 Kinder betreut.
- Außenstelle der Volkshochschule Donauwörth seit 2013.

### Freizeit und Sport
- Der FC Mertingen wurde 1929 gegründet und hat unter anderem Abteilungen für Fußball, Tischtennis, Gymnastik und Bogenschießen.

## Persönlichkeiten
- Anton von Steichele (1816–1889), Erzbischof von München und Freising, geboren in Mertingen
- Leonhard Kleiber (1863–1942), Militärkapellmeister und Komponist, geboren in Mertingen